# Lena Katarina Swanberg
Lena Katarina Swanberg (født 8. februar 1947) er en svensk journalist og forfatter. Hun har blandt andet skrevet for Månadsjournalen og Expressen. Hun er enke til Kjell Swanberg og mor til Johanna Swanberg samt svigermor til Fredrik Wikingsson.